# Grafkapel van de familie Rubens
De grafkapel van de familie Rubens is het familiaal graf van de schilder Peter Paul Rubens en verschillende van zijn familieleden, in de 
Sint-Jacobskerk in Antwerpen. Het is een voorbeeld van waardevol funerair erfgoed uit de 17e eeuw.

## Kapel

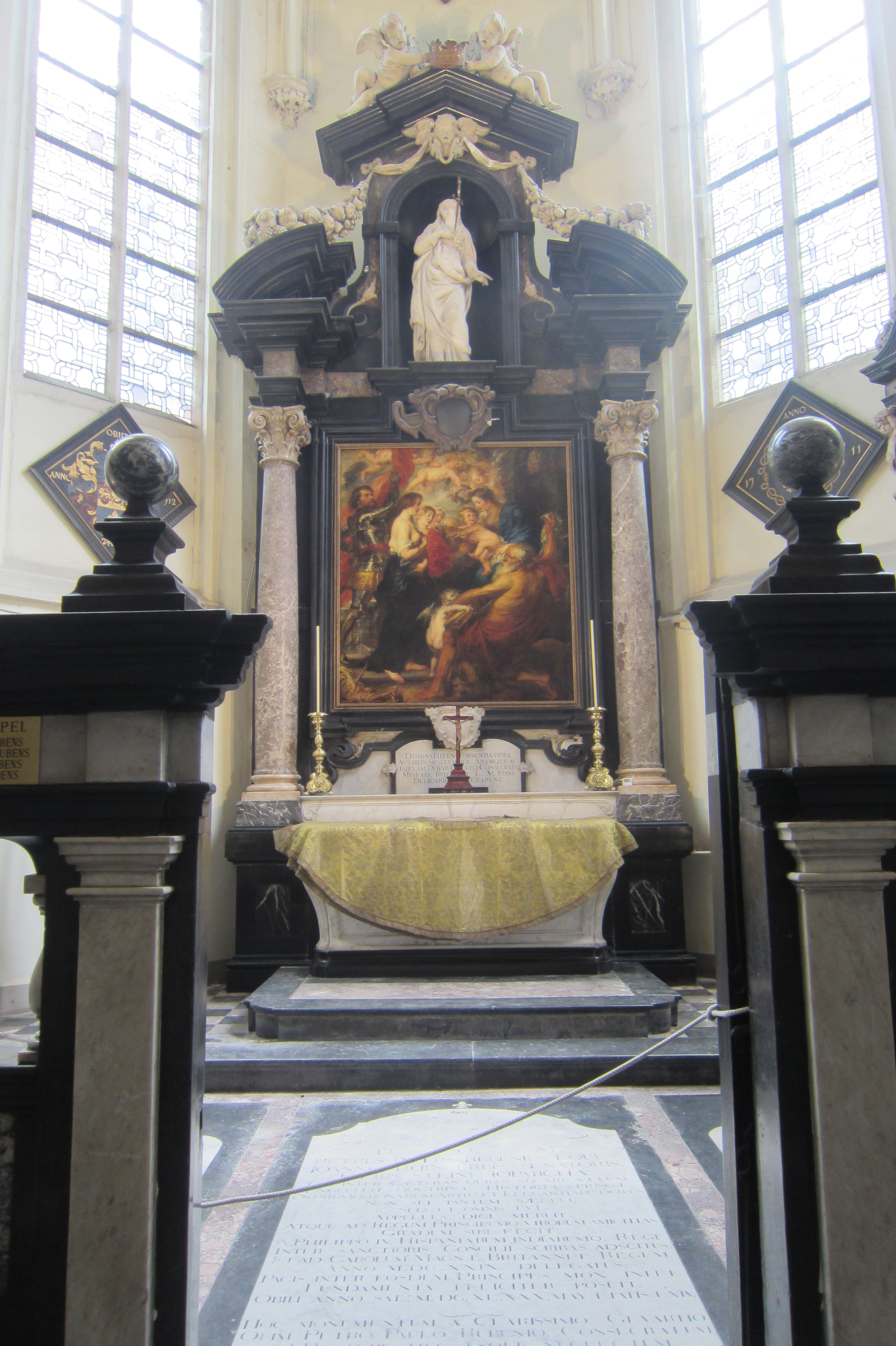
Grafkapel PP Rubens met schilderij van zijn hand Madonna omringd door heiligen

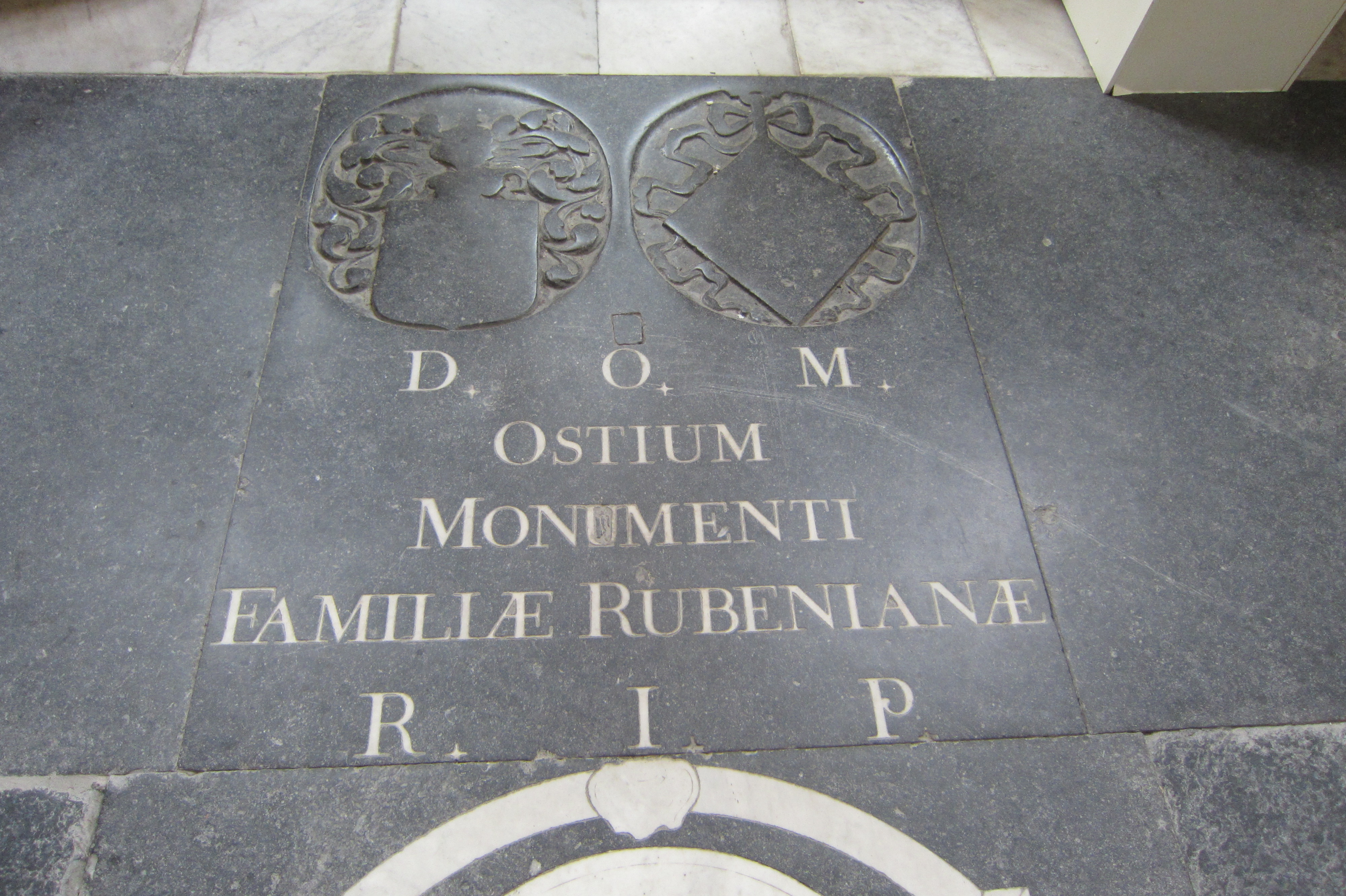
Grafplaat familie Rubens aan ingang grafkapel

De meest oostelijk in de kerk gelegen kapel is gewijd aan Onze-Lieve-Vrouw van Smarten. Onder de grafplaat bevindt zich de crypte met de stoffelijke resten van Peter Paul Rubens en zijn familie. Deze grafkapel wordt gewoonlijk de Rubenskapel genoemd. Rubens stemde pas op zijn sterfbed in met de bouw van de kapel boven zijn graf. Hij gaf vervolgens enkele aanwijzingen voor wat betreft de opsmuk. De grafkapel werd voltooid in 1645, vijf jaar na zijn overlijden. De oorspronkelijke naam van de kapel verwijst naar het beeld Onze-Lieve-Vrouw van Smarten van Lucas Faydherbe uit 1617 dat het altaar bekroont. Het beeld behoorde tot de kunstverzameling van Rubens en hij bestemde het voor dit doel. Het hartdoorborende zwaard van Maria verwijst naar de Bijbelse tekst van de heilige Simeon: Een zwaard van droefheid zal uw hart doorboren.
Boven het altaar bevindt zich een werk van Rubens met als titel Madonna omringd door heiligen uit circa 1638. Het is een stuk dat valt onder het topstukkendecreet. Dit werk was ooit bij Rubens besteld maar werd om onduidelijke reden niet afgeleverd bij de opdrachtgever. Rubens gaf er bij leven een nieuwe bestemming aan. In een barokke wervelende cirkelbeweging bindt de kunstenaar in dit schilderij dynamisch de door hun attribuut herkenbare figuren zoals Maria met Christus, de kerkvader Hiëronymus op zijn leeuw, Maria Magdalena met balsemkruikje en Sint-Joris met de verslagen draak. De Sint-Jacobskerk won de 'Erfgoed Challenge 2021' waardoor er geld beschikbaar kwam voor de restauratie van Rubens' praalgraf die tussen 2022 en 2024 zijn beslag kreeg.

### Crypte
Buiten Peter Paul Rubens en zijn vrouw Helena Fourment liggen de volgende familieleden er begraven:
- Daneel Fourment, gehuwd met Clara Stappaert: Peter Paul Rubens' schoonvader
- François I, Peter Paul Rubens' zoon: schepen van Antwerpen, gehuwd met Suzanne Charles
- Alexander Rubens, Heer van Vremdyck, kleinzoon van Peter Paul Rubens
- Albert Rubens, zoon van Peter Paul Rubens, gehuwd met: Clara del Monte
- Clara IV Joanna, Vrouwe van Merksem, Peter Paul Rubens' dochter, gehuwd met Filips Constant de Parys
- Nicolas Piqueri, huwde in 1627 met Elisabeth Fourment
- Ghisbert van Colen, gehuwd met Mary Fourment, nicht van Helena
- Emmanuel van Hoorebeeck, zoon van Hendrik en Johanna Fourment
- Ferdinand Helman, schoonvader van Nicolaas Rubens, Heer van Rameyen, gehuwd met Catharine Vander Veken.